# Pico de Regalados
Pico de Regalados is een plaats (freguesia) in de Portugese gemeente Vila Verde en telt 865 inwoners (2001).